# Allium autumnale
Allium permixtum — вид рослин з родини амарилісових (Amaryllidaceae); ендемік острова Кіпр.

## Поширення
Ендемік острова Кіпр.
Росте під покривом сосен, а також у гаригах, на вапняках, пісковиках або магматичних схилах, а іноді у виноградниках чи живоплотах. Цвіте у жовтні та листопаді.

## Загрози й охорона
Загрозою є збільшенням частоти та інтенсивності пожеж. Частина населення трапляється в охоронних територіях.